# 瓦斯莱和格拉绍
瓦斯莱和格拉绍（法語：Oiselay-et-Grachaux，法語發音：[wazlɛ e ɡʁaʃo]）是法国上索恩省的一个市镇，属于沃苏勒区。

## 地理
瓦斯莱和格拉绍（47°25'17"N, 5°56'1"E）面积22.99 平方千米，位于法国勃艮第-弗朗什-孔泰大區上索恩省，该省份为法国东部内陆省份，北起顺时针与孚日省、贝尔福地区省、杜省、汝拉省、科多尔省和上马恩省接壤。
与瓦斯莱和格拉绍接壤的市镇（或旧市镇、城区）包括：博讷旺-韦洛雷耶、比塞莱日、科尔多内、弗拉讷堡、蒙布瓦永、维莱舍曼和蒙莱塞特雷勒。

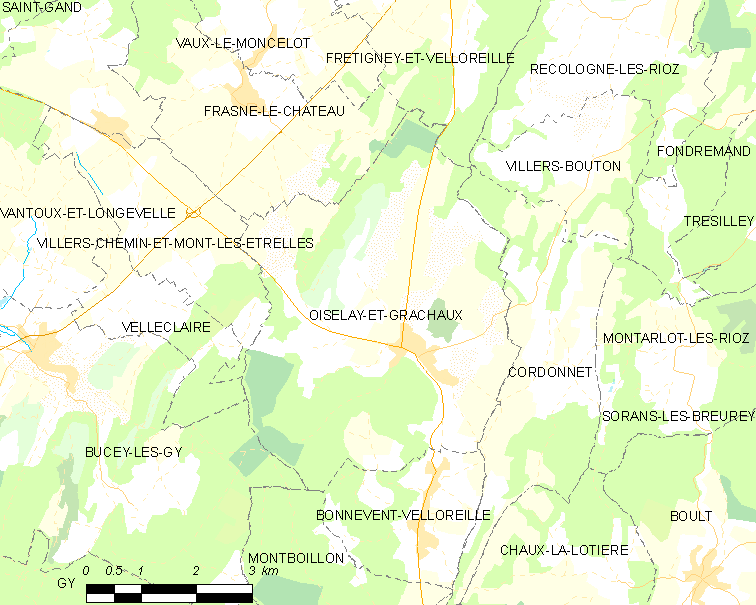
瓦斯莱和格拉绍的OSM定位图

瓦斯莱和格拉绍的时区为UTC+01:00、UTC+02:00（夏令时）。

## 行政
瓦斯莱和格拉绍的邮政编码为70700，INSEE市镇编码为70393。

## 政治
瓦斯莱和格拉绍所属的省级选区为索恩河畔塞和圣阿尔班县。

## 人口

1962-2008年间瓦斯莱和格拉绍人口变化图示

瓦斯莱和格拉绍于2022年1月1日时的人口数量为433人。